# Corsiniaceae
Corsiniaceae es una familia de  Marchantiophytas en el orden de Marchantiales. Comprende 4 géneros aceptados con 12 especies descritas y de estas, solo 6 aceptadas.

## Taxonomía
La familia fue descrita por Adolf Engler y publicado en Syllabus der Vorlesungen über Specielle und Medicinisch-pharceutische Botanik 44. 1892.

## Géneros
- Aitchisoniella
- Corsinia
- Cronisia
- Exormotheca